# Соболь, Николай Александрович (организатор промышленности)
Николай Александрович Со́боль (1910—1991) — советский хозяйственный деятель, организатор промышленности, лауреат Сталинской премии третьей степени. Директор Харьковского машиностроительного завода имени В. А. Малышева. Председатель Украинского СНХ. 2-й секретарь ЦК КП Украины. 1-й заместитель председателя СМ Украины (по промышленности). Член ЦК КП Украины. Член ЦК КПСС.

## Биография
Родился 19 февраля 1910 года в селе Великая Рублёвка (ныне Котелевский район, Полтавская область, Украина) в семье учителя.
В 1929 году закончил Богодуховскую профшколу.
С 1929 по 1931 год — техник Харьковского паровозостроительного завода.
С 1931 по 1936 года учился в Харьковском механико-машиностроительном институте.
С 1937 по 1941 год — помощник начальника, начальник Отдела Харьковского машиностроительного завода имени Коминтерна.
С 1939 года член ВКП(б).
С 1941 по 1943 год — начальник цеха, начальник бюро технического контроля Нижнетагильского машиностроительного завода, выпускавшего танки.
С 1943 по 1954 год — инженер, главный инженер Харьковского машиностроительного завода имени В. А. Малышева.
С 1954 по февраль 1958 года — директор Харьковского машиностроительного завода имени В. А. Малышева.
С 21 января 1956 по 10 февраля 1976 года — член ЦК КП Украины.
С 1958 года — депутат ВС УССР 3—4 созывов.
С февраля 1958 по 1960 год — председатель СНХ Харьковского экономического административного района.
С 1960 по март 1961 года — председатель Украинского СНХ.
С 1961 года — депутат ВС СССР 6—7 созывов (1962—1970).
С 2 марта 1961 по январь 1963 года — 1-й секретарь Харьковского областного комитета КП Украины.
С 31 октября 1961 по 30 марта 1971 года — член ЦК КПСС.
С января 1963 по июль 1963 года — 1-й секретарь Харьковского промышленного областного комитета КП Украины.
С 2 июля 1963 по 18 марта 1966 года — 2-й секретарь ЦК КП Украины.
С 2 июля [1963 по 31 марта 1972 года — член президиума (политбюро) ЦК КП Украины.
С марта 1966 по 1972 год — 1-й заместитель председателя СМ Украинской ССР.
С 1972 года на пенсии.
Умер 22 апреля 1991 года в Киеве. Похоронен на Байковом кладбище.

## Награды и премии
- Сталинская премия третьей степени (1951) — за работу в области машиностроения[1][2].
- Орден «Знак Почёта» (1941)[2].
- Орден Красной Звезды (февраль 1943 года)[2].
- четыре ордена Трудового Красного Знамени[5].
- Медаль «За доблестный труд в Великой Отечественной войне 1941—1945 гг.» (7 августа 1946 года)
- Медаль «За Победу над Германией в Великой Отечественной войне 1941—1945 гг.» (23 января 1947 года)[5].
- два ордена Ленина (9.7.1966; 18.2.1970)[1][2].

## Личная жизнь
- жена — Валентина Григорьевна Соболь (1912—1995)[3].
- сын — Валентин Николаевич Соболь[2].
- дочь — Ольга Николаевна Соболь.